# Pajares de la Lampreana
Pajares de la Lampreana ist ein nordwestspanischer Ort und eine Gemeinde (municipio) mit 280 Einwohnern (Stand: 2024) im Osten der Provinz Zamora der Autonomen Gemeinschaft Kastilien-León. 

## Lage
Pajares de la Lampreana liegt in der kastilischen Hochebene in einer Höhe von etwa 695 m. Das Stadtzentrum der Provinzhauptstadt Zamora ist nur etwa 22 Kilometer (Fahrtstrecke) in südsüdwestlicher Richtung entfernt. Das Klima im Winter ist durchaus kalt, im Sommer dagegen warm bis heiß; die eher spärlichen Regenfälle (531 mm/Jahr) fallen verteilt übers ganze Jahr.

## Bevölkerungsentwicklung
| Jahr      | 1970 | 1981 | 1991 | 2001 | 2011 | 2021 |
| Einwohner | 849  | 639  | 556  | 491  | 437  | 298  |

## Sehenswürdigkeiten
- Burganlage von Pajares
- Peterskirche (Iglesia de San Pedro)

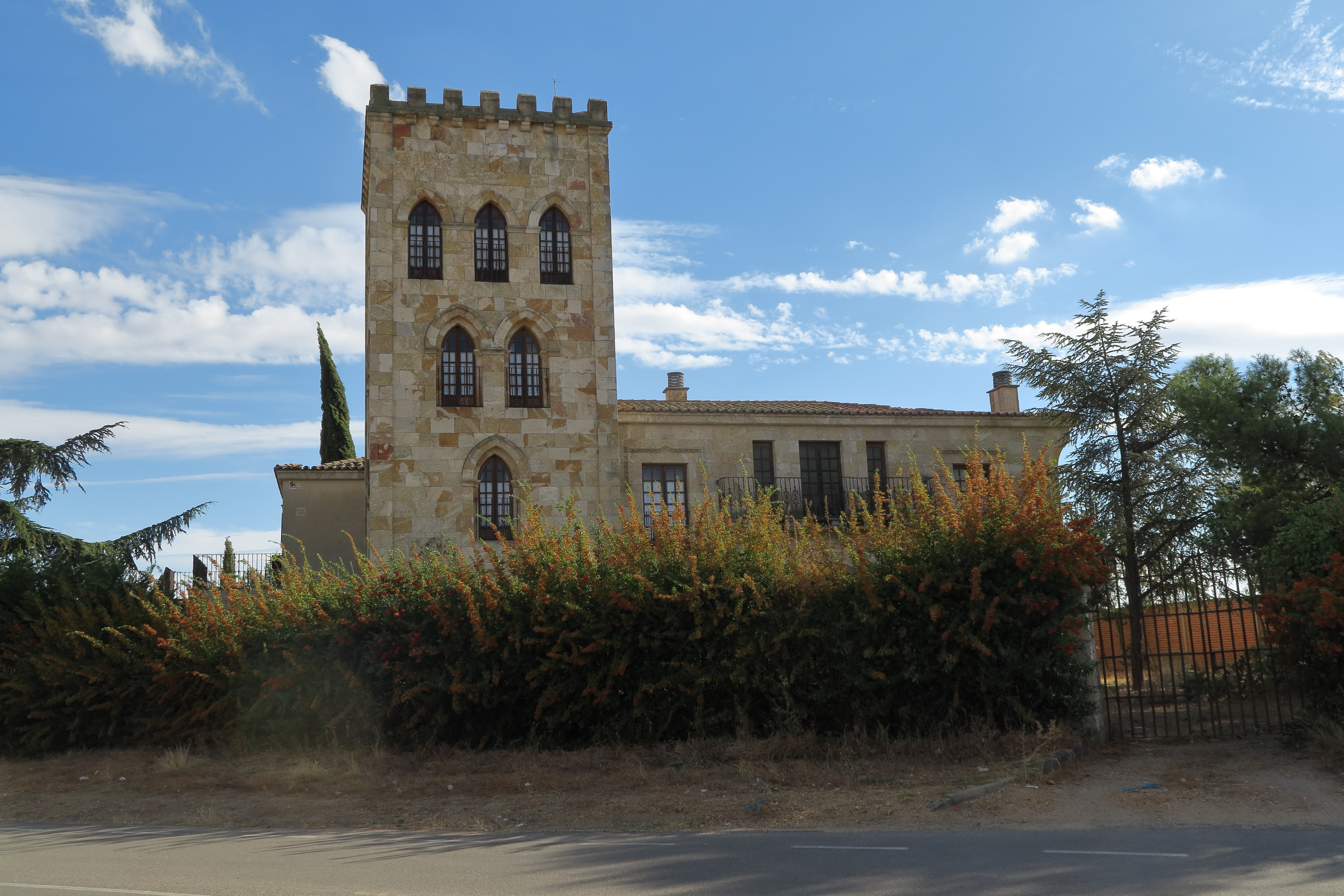
Burganlage
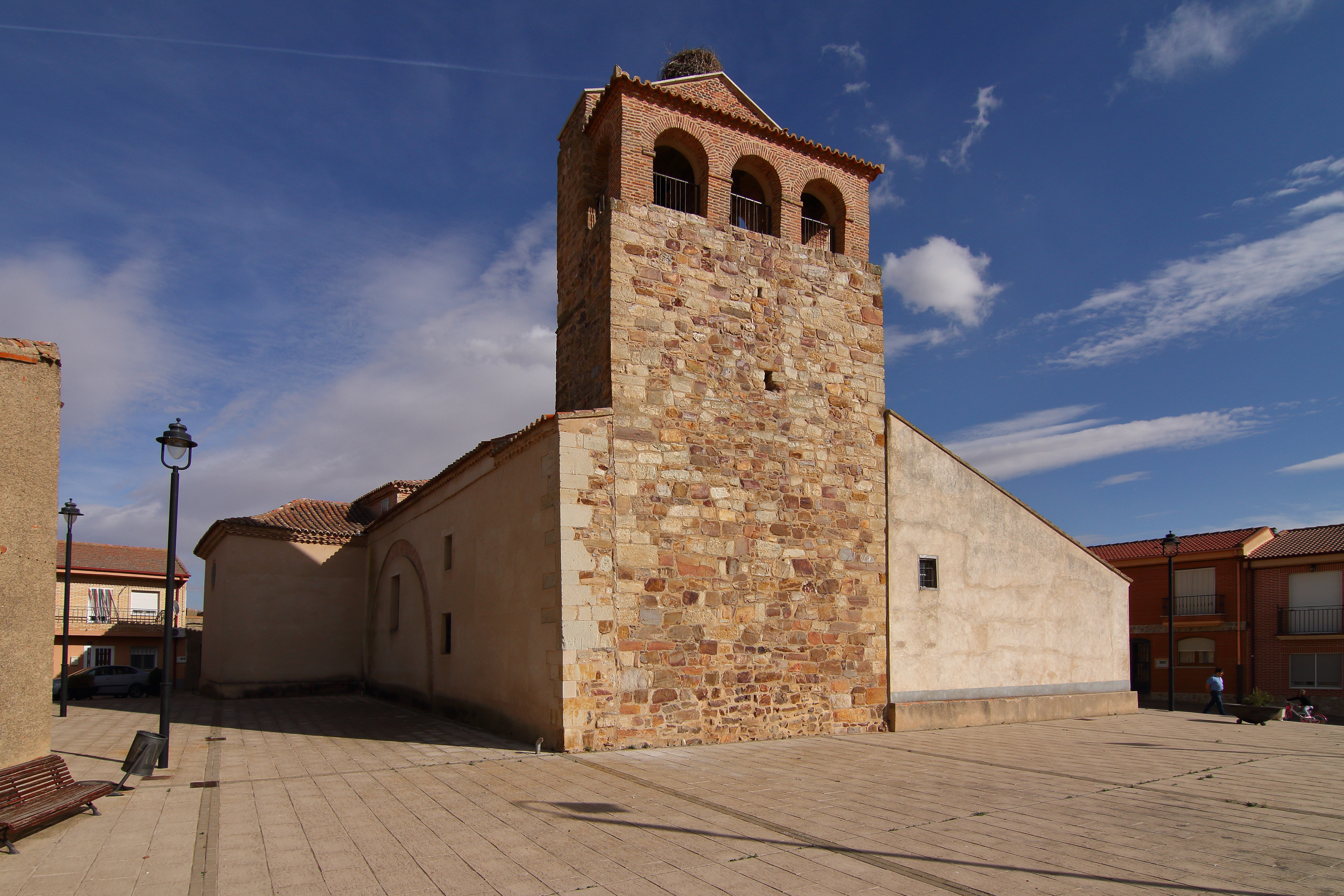
Peterskirche